# 19 (grup de música)
19 fou un duo de pop japonès duo. Els seus membres foren Kenji Okahira i Keigo Iwase. El grup es va trencar en març del 2002. Kenji és ara un membre del conjunt 3B LAB.☆.

## Discografia
Senzills
- 'Ano Ao wo Koete' (21 de novembre de 1998)
- 'Ano Kamihikoki Kumori-zora Watte' (20 de març de 1999)
- 'Subete he ' (21 d'octubre de 1999)
- 'Hate no nai Michi' (21 d'abril de 2000)
- 'Sui Riku Sora, Mugendai' (5 de juliol de 2000)
- 'Haikei Roman' (29 de novembre de 2000)
- 'Ashiato' (25 d'abril de 2001)
- 'Taisetsuna Hito' (22 d'agost 2001)
- 'Tanpopo' (21 de març de 2002)

Àlbums
- Ongaku (23 de juliol de 1999)
- Mugendai (26 de juliol de 2000)
- up to you (27 de setembre de 2001)
- 19 BEST Haru (27 d'abril de 2002)
- 19 BEST Ao (27 d'abril de 2002)
- 19 BEST LIVE Audio use only (24 de juliol de 2002)

Vídeo
- Seireki Zenshin 2000nen "Daibakusin Eizo!" (23 de març de 2000)
- 19 LAST LIVE TV use only (24 de juliol de 2002)
- 19 VIDEO CLIPS 1>9 (21 d'agost de 2002)

DVD
- Seireki Zenshin 2000nen "Daibakushin Eizo!" (6 de desembre de 2000)
- 19 LAST LIVE TV use only (24 de juliol de 2002)
- 19 VIDEO CLIPS 1>9 (21 d'agost de 2002)